# 越南五年計劃
越南五年計劃是由越南政府所提倡一系列的經濟發展。其因受到蘇俄與中共計劃之影響與在旁支持下，於1961年推行第一次的五年計劃，五年中因成效不彰而失敗了；第二次於1976年實施，之後受到經濟危機而再度停擺；第三次於1981年實行，因兩年前放寬制度，在那五年中小有成就；第四次於1986年強調工業發展，降低貨幣供給成長量，進而減緩人民生活之困境，則經濟逐漸攀升當中，之後每五年計劃一次，又加入东盟，後則與美國簽署自由貿易協定，大幅提升了越南的市場經濟發展。

## 外部連結
- http://cn.news.chinhphu.vn/ （页面存档备份，存于）
- http://www.chinhphu.vn/ （页面存档备份，存于）
- 中越翻译网 （页面存档备份，存于）